# سالاد الیویه
سالاد الیویه (به روسی: салат Оливье) یا اُلویه (به روسی: Оливье) سالادی روسی و نوعی غذای سرد است که از پختن گوشت یا مرغ یا کالباس یا ژامبون به همراه سیب‌زمینی آب‌پز و سس مایونز و خیارشور و دیگر مواد غذایی درست می‌شود. این سالاد در ایران به «سالاد الیویه» و «سالاد الویه» و در اروپا و آمریکای لاتین به «سالاد روسی» معروف است.

## پیشینه

### پیدایش
این سالاد در سدهٔ ۱۹ (میلادی) توسط لوسین الیویه، سرآشپز بلژیکیِ فرانسوی‌تبارِ در مسکو ابداع شد. از قرار معلوم او از نوادگان مردی فرانسوی بود و در مسکو زاده شده بود. می‌گویند در حدود سال ۱۸۶۰ او رستوران معروف «هرمیتاژ» را در مسکو اداره می‌کرد و نام خود را به لوسین تغییر داد تا کسب‌وکار خود را ترویج دهد.
گروهی هم بر این باور هستند که او سرآشپز مهمان و متخصص در آشپزی فرانسوی بوده که در زمان روسیه تزاری مد روز بود. روایتی می‌گوید اولیویه دستور تهیه سالاد را با خود به گور برد. هر چند رمزگشایی از اجزای این سالاد کار چندان مشکلی نبود. الیویه در اصل سالاد گران و مفصلی بوده است که شامل گوشت سیاه‌خروس یا باقرقره بوده که جزء اصلی این سالاد را تشکیل می‌داده است. همچنین سیب‌زمینی، کاهو، تخم بلدرچین، میگو، خرچنگ یا چنگاره (سخت‌پوست آب شیرین)، خیارشور، کَبَر (کاپاریس)، زیتون و سس تازه فرانسوی که از روغن زیتون تهیه می‌شود.

### انقلاب اکتبر ۱۹۱۷
رستوران هرمیتاژ در سال ۱۹۰۵ تعطیل شد. پس از انقلاب اکتبر ۱۹۱۷ خوردن سیاه‌خروس به بورژوا بودن تعبیر می‌شد و بورژواها نماینده همان طبقه‌ای بودند که رهبران کمونیست قصد نابودی آنها را داشتند. بسیاری از مردم از ترس جان خود از امپراتوری روسیه گریختند و در اروپا و آمریکا به تهیه سالاد الیویه ادامه دادند. در حالی که این سالاد همچنان سالاد «روسی» یا «مسکو» نامیده می‌شد.

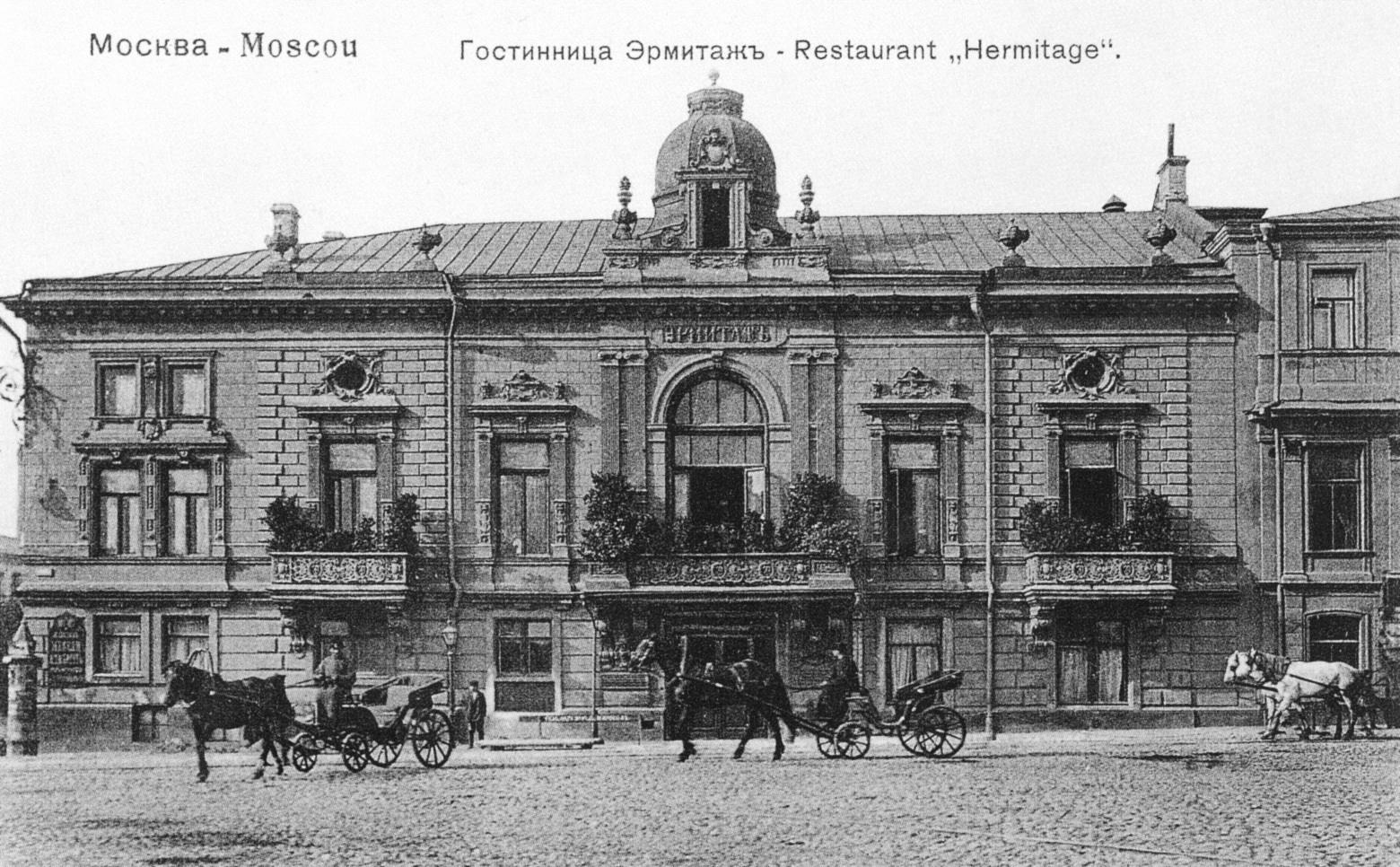
رستوران ارمیتاژ در اوایل سده ۲۰ (میلادی)

در این کشورها زبان گوساله، مرغ یا حتی ماهی به‌جای گوشت سیاه‌خروس به سالاد افزوده شد. چون این پرنده سال‌ها بود که در آمریکا دیگر وجود نداشتند. این سالاد به تدریج در روسیه، کشورهای اروپایی و بسیاری دیگر از کشورهای جهان دوستداران زیادی پیدا کرد. این سالاد سال‌ها است که به‌عنوان یکی از اقلام اصلیِ شام شب سال نو در روسیه و کشورهای پساشوروی قلمداد می‌شود.

### دوران شوروی
در اتحاد جماهیر شوروی از  سال ۱۹۳۹ این سالاد به تدریج، دوباره بر سر سفره‌های مردم ظاهر شد. به نظر می‌رسد دلیل آن پیشنهاد یکی از شاگردان الیویه و محبوبیت آن پس از جنگ جهانی دوم بود و گوشت بکار رفته در آن بود.
از حدود سال ۱۹۶۰ شیوه تهیه سالاد تغییر کرد و به جای مرغ از گوشت سرد فرآوری‌شده (سوسیس و کالباس) استفاده شد. همچنین فقط آسان‌ترین و کم‌هزینه‌ترین اجزای آن مانند سیب‌زمینی، هویج، پیاز، خیار‌شور، تخم‌مرغ، کنسرو نخود‌فرنگی و البته سس مایونز (که لوکس و تجمل‌آمیز به شمار می‌‌آمد) باقی ماندند. اما به دلیل کمبود همین مواد ساده در دوران شوروی، سالاد الیویه فقط برای مناسبت‌های ویژه، مانند  مراسم جشن تولد، عروسی، سالگرد انقلاب روسیه یا جشن‌های ترفیع مقام تهیه می‌شد.

### دوران پساشوروی
پس از فروپاشی اتحاد جماهیر شوروی دسترسی به مواد‌غذایی بیشتر شد و تهیه سالاد الیویه برای شب سال نو میلادی دیگر مرسوم نبود. اما حس نوستالژی باعث شد که مردم این سالاد را تهیه کنند.

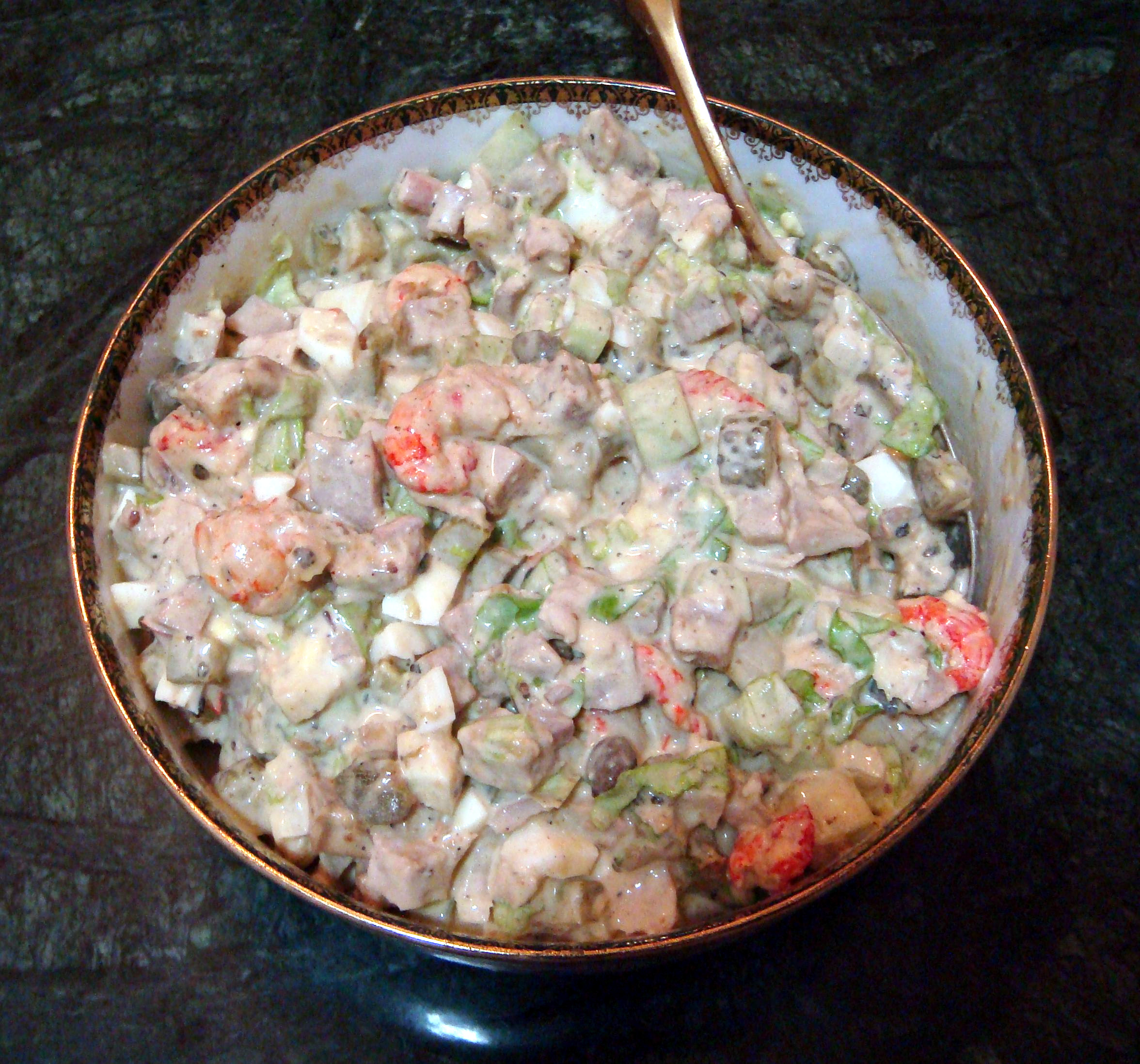
سالاد اولیویه با دستور رستوران هرمیتاژ تهیه شده است

## الویه مدرن
نسخه محبوب امروزی سالاد الیویه – حاوی سیب‌زمینی آب‌پز، شوید، خیارشور یا خیار تازه، نخود فرنگی، تخم مرغ، هویج، پیاز و گوشت گاو یا مرغ آب‌پز همراه با سس مایونز است.
این سالاد سنتی‌ترین غذا برای جشن سال نو برای مردم روسیه بوده و شاید هنوز هم باشد.
بزرگ‌ترین سالاد اولیویه با وزن ۱٬۸۴۱ کیلوگرم (۴٬۰۵۹ پوند) در دسامبر ۲۰۱۲ در اورنبورگ تهیه شد.

## اروپای جنوب شرقی

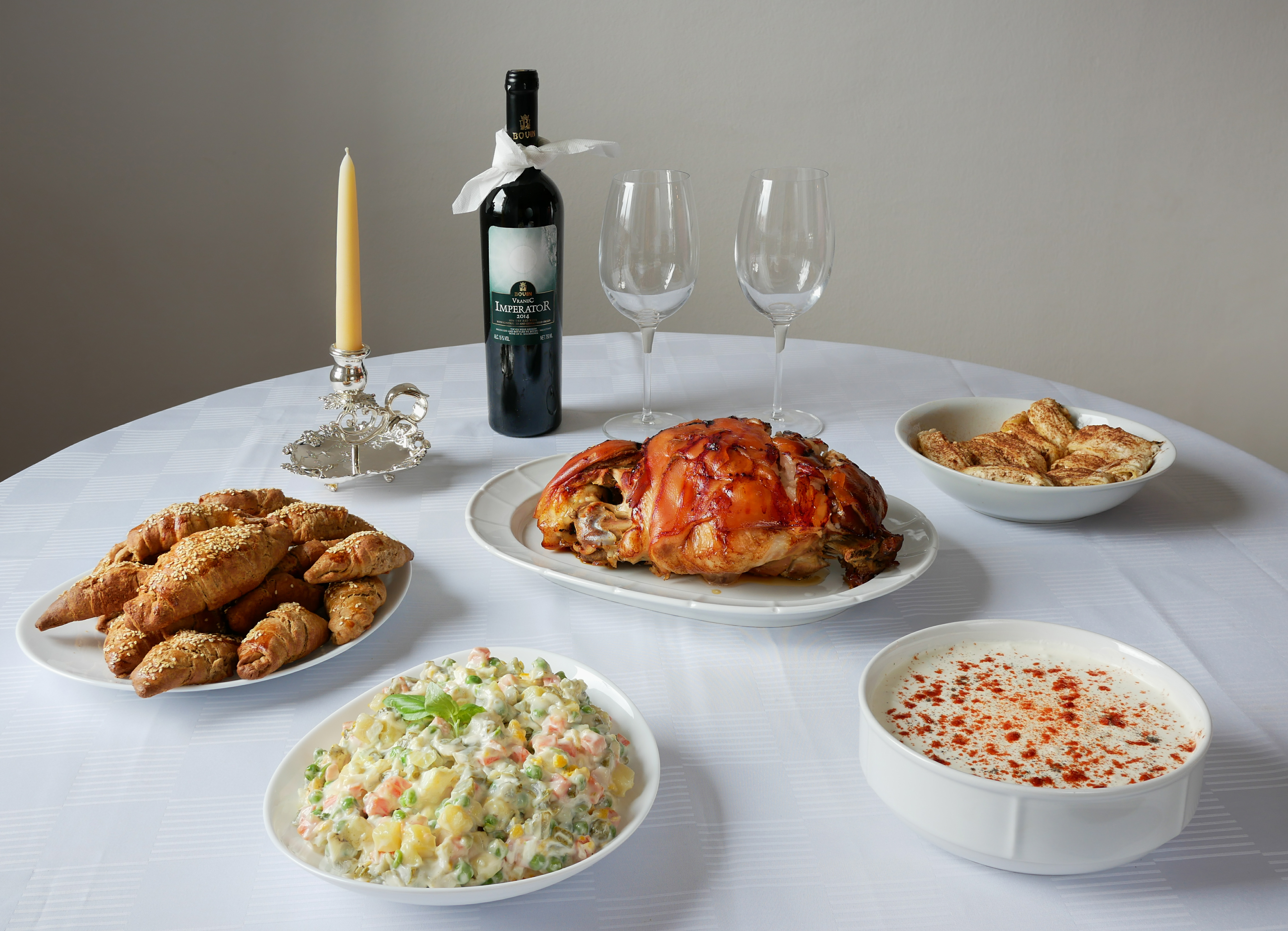
غذای کریسمس صربستان

در صربستان به سالاد الیویه سالاد روسی می‌گویند و در سفره‌های سال نو و کریسمس بسیار رایج است. این سالاد به‌طور گسترده‌ای در بلغارستان، صربستان و مقدونیه شمالی و آلبانی محبوب است. نسخه بلغاری سالاد معمولاً از سیب‌زمینی، هویج، نخود فرنگی، ترشی و نوعی سالامی یا ژامبون تشکیل شده است. در بوسنی و هرزگوین سالاد روسی بدون گوشت تهیه می‌شود و به خصوص در تعطیلات بسیار محبوب است.
سالاد الیویه در کرواسی و اسلوونی معمولاً بدون گوشت تهیه می‌شود و معمولاً سالاد فرانسوی نامیده می‌شود. این سالاد حاوی نخودفرنگی، ذرت و هویج، و گاهی نیز حاوی سیب‌های خرد شده هستند.
نسخه ترکی آن شامل هویج و سیب‌زمینی آب‌پز و خلال شده، خیارشور خرد شده، نخود پخته شده و سس مایونز است و گاهی با تخم مرغ آب‌پز و خلال شده، زیتون سیاه و ترشی ریشه چغندر تزئین می‌شود. به عنوان مزه سرو می‌شود و به عنوان فیلینگ برای برخی ساندویچ‌ها و سیب‌زمینی تنوری استفاده می‌شود.

## اوکراین
پس از جنگ روسیه و اوکراین در سال ۲۰۱۴ و به‌ویژه حمله روسیه به اوکراین در سال ۲۰۲۲ خوردن سالاد الیویه جنبه سیاسی پیدا کرد.